# José Fernández del Villar

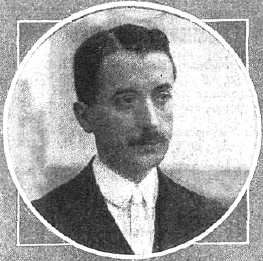
Fernández del Villar hacia 1913

José Fernández del Villar Granados (Málaga, 26 de diciembre de 1888-Madrid, 2 de abril de 1941) fue un periodista, dramaturgo y escritor español.

## Biografía
Comenzó a estudiar Derecho en la Universidad de Granada, pero circunstancias familiares le obligan a trasladarse a Madrid donde colabora en Nuevo Mundo, Blanco y Negro, Heraldo de Madrid y El Liberal.
Entra en contacto con los hermanos Álvarez Quintero, de los que le nombran secretario. Tras algunos intentos, llega su consagración en 1918 con el entremés, Te lo debo Santa Rita, estrenado en el Teatro Apolo.
Desde esa fecha hasta el comienzo de la guerra civil, su actividad es incansable. Sus obras son en general, comedias en tres actos, muy influidas por el teatro de los hermanos Álvarez Quintero, con un elemento andaluz cómico muy importante.
Su teatro, cómico costumbrista, gozó de éxito y popularidad durante el primer tercio del siglo XX. Este teatro, tuvo efectos de desintoxicación del lenguaje hinchado de Echegaray, pero su realismo es burgués, buscando entretener, y no manifestar la realidad social.
La realidad andaluza que muestra en sus obras es ficticia. Amos y empleados tienen una relación pacífica y alegre. Los criados hablan en andaluz, mientras que los amos hablan en perfecto castellano, propuesto como modelo para las clases altas.

## Obras
- Caricaturizado por Tovar (1921)Mujeres y flores. 1908
- El pañolón de Manila. 1915

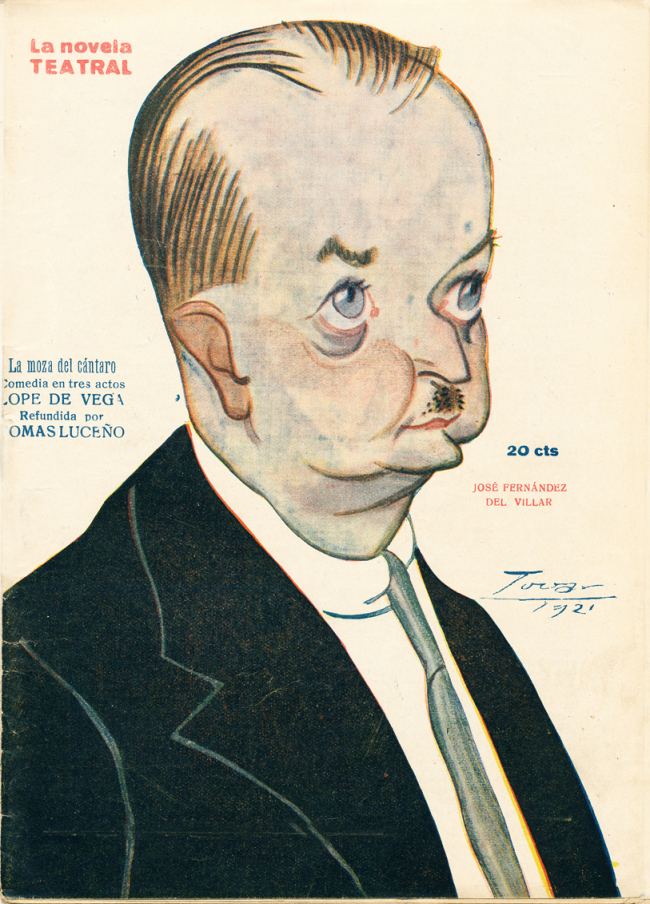
Caricaturizado por Tovar (1921)

- Primavera de la Vida. Teatro Infanta Isabel, 1918
- Punta de Viuda. Teatro Centro, 1918.
- La sal del cariño. Teatro Apolo, 1918.
- El huerto de los rosales. Teatro Apolo, 1918.
- Te lo debo Santa Rita. Teatro Apolo, 1918
- Trini la clavellina. Teatro Apolo, 1918.
- La casa de los pájaros. Teatro Infanta Isabel, 1918.
- La conquista de la Gloria. Teatro Apolo, 1919.
- La venda en los ojos. Teatro de la Zarzuela. 1919
- La mujer de su casa. Teatro Infanta Isabel, 1920.
- La primera de feria. Teatro Infanta Isabel, 1920.
- El Casinillo. Teatro de la Comedia. 1920.
- Constancio Pla. Teatro Infanta Isabel, 1921.
- El Clavo. Teatro Romea. 1922
- El paso del camello. Teatro Infanta Isabel, 1922.
- La caseta de la feria. 1922
- Cándido Tenorio. Teatro Eslava, 1922.
- La Negra. Teatro Eslava. 1924
- La señorita Primavera. Teatro Lara, 1924
- Pimienta. Teatro Rey Alfonso, 1924.
- Colonia de Lilas. Teatro Infanta Isabel, 1925.
- Mimi Valdés. Teatro Reina Victoria, 1925
- La Prudencia. Teatro Cómico. 1925
- Mañanita de San Juan. Teatro Fuencarral, 1927
- Los pollos cañón. Teatro Cómico, 1928
- La educación de los padres. Teatro Alkázar, 1929
- La mujer de su marido. Teatro Chueca, 1929
- La vieja rica. Teatro Alkazar, 1930
- Mi casa es un infierno. Teatro Alkazar, 1930
- Los Reyes Católicos. Teatro Alkazar, 1930
- Alfonso XIII, 13. Teatro Infanta Isabel, 1930
- Don Pedro el Cruel o los hijos mandan. 1932